# Жіноча збірна України з волейболу сидячи
Жіноча збірна України з волейболу сидячи — жіноча волейбольна збірна, яка представляє Україну на міжнародних змаганнях з волейболу серед людей з вадами опорно-рухового апарату.

## Результати

### Паралімпійські ігри
| Рік  | Місце          | Позиція |
| ---- | -------------- | ------- |
| 2004 | Афіни          | 5       |
| 2008 | Пекін          | 5       |
| 2012 | Лондон         | 3       |
| 2016 | Ріо-де-Жанейро | 4       |

### Чемпіонати світу
| Рік  | Місце      | Позиція |
| ---- | ---------- | ------- |
| 2018 | Нідерланди | 6       |

## Поточний склад
Склад збірної України на матчах Чемпіонату світу з волейболу сидячи 2018 у Нідерландах:
| №  | Гравець                           | Секція                |
| 1  | Безпрозванна Еліна Олегівна       | м. Київ               |
| 2  | Брік Валентина Миколаївна         | Дніпропетровська обл. |
| 3  | Владичанська Анастасія Василівна  | Хмельницька обл.      |
| 4  | Козина Оксана Станіславівна       | Дніпропетровська обл. |
| 5  | Козяр Катерина Леонідівна         | Дніпропетровська обл. |
| 6  | Караванська Богдана Володимирівна | Волинська обл.        |
| 7  | Лакатош Ярослава Віталіївна       | Полтавська обл.       |
| 8  | Мананкова Олена Вадимівна         | Дніпропетровська обл. |
| 9  | Подлєсна Олександра Миколаївна    | Харківська обл.       |
| 10 | Савченко Тетяна Василівна         | м. Київ               |
| 11 | Дімітрішина Кароліна Іванівна     | Хмельницька обл.      |
| 12 | Філон Анастасія Володимирівна     | Житомирська обл.      |